# Jan Piński (bokser)
Jan Piński (ur. 25 marca 1930 we Włocławku, zm. 8 lutego 1979 w Szczecinie) – polski bokser, mistrz Polski.

## Kariera
Pierwsze kroki w boksie stawiał w klubie Orzeł Włocławek w 1948 roku. W następnych latach reprezentował barwy Kolejarza Szczecin, Gwardii Warszawa, Kolejarza Szczecin i Pogoni Szczecin. Startując w mistrzostwach kraju, zdobył mistrzostwo Polski w 1953 i 1956, wicemistrzostwo w 1954, oraz wywalczył brązowy medal w 1957 roku, wszystkie trofea zdobył w kategorii półśredniej. Jego młodszy brat Józef, również był pięściarzem.